# Eudesmus posticalis
Eudesmus posticalis là một loài bọ cánh cứng trong họ Cerambycidae.